# Campanula aizoides
Campanula aizoides là loài thực vật có hoa trong họ Hoa chuông. Loài này được Zaffran ex Greuter mô tả khoa học đầu tiên năm 1972.